# Univerzita Miltona Friedmana
Univerzita Miltona Friedmana, maďarsky Milton Friedman Egyetem, zkráceně Milton, je od roku 2001 státem akreditovaná církevní univerzita, jejíž kampus se nachází ve III. obvodu (Óbuda–Békásmegyer) maďarského hlavního města Budapešti.

## Historie
V roce 1395 založil římský císař a uherský král Zikmund Lucemburský v pořadí druhou maďarskou univerzitu v tehdy ještě samostatném městě Óbuda. Poté, co byl během první vlády Viktora Orbána novelizován zákon o vysokých školách, zahájila roku 2001 – po úspěšném akreditačním řízení – svou svou vzdělávací činnost soukromá Vysoká škola krále Zikmunda, maďarsky Zsigmond Király Főiskola. V roce 2006 se vysoká škola v rámci transformace vysokého školství (boloňský proces) stala součástí Evropského prostoru vysokoškolského vzdělávání. Jako uznání vysoké úrovně odborné a vědecké přípravy, jakož i akademické kvalifikace pedagogů je od 1. srpna 2016 škola klasifikována jako univerzita aplikovaných věd. Došlo tedy i k přejmenování na Univerzitu krále Zikmunda, maďarsky Zsigmond Király Egyetem, zkráceně ZSKE. Současný název – Univerzita Miltona Friedmana – používá škola od 1. srpna 2018.

### Vývoj názvu
| Období      | Maďarský název           | Zkratka | Český překlad                |
| ----------- | ------------------------ | ------- | ---------------------------- |
| 2001 – 2016 | Zsigmond Király Főiskola | ZSKF    | Vysoká škola krále Zikmunda  |
| 2016 – 2018 | Zsigmond Király Egyetem  | ZSKE    | Univerzita krále Zikmunda    |
| 2018 –      | Milton Friedman Egyetem  | Milton  | Univerzita Miltona Friedmana |

## Zřizovatel
Zřizovatelem školy byla společnost TANORG Tanácsadó és Szolgáltató Kft. Od října 2017 je zřizovatelem univerzity Egységes Magyarországi Izraelita Hitközség (EMIH).

## Studium

### Bakalářské studium
- lidské zdroje
- zemědělství a management
- specialista na ekonomickou informatiku
- komunikace a mediální věda
- komunitní organizování
- mezinárodní management
- mezinárodní studia
- finance a účetnictví
- politické vědy
- letecké inženýrství
- svobodná umění
- sociologie
- pedagogika

### Magisterské studium
- andragogika
- komunikace a mediální věda
- mezinárodní ekonomika a management
- mezinárodní studia
- politologie

### Navazující odborné vzdělávání
- specialista na ekonomickou informatiku
- finance a účetnictví (finance)
- finance a účetnictví (obchod)

### Další odborné vzdělávání
- národní bezpečnost a bezpečnostní politika
- univerzita třetího věku

## Osobnosti

### Rektoři
- 2001 – 2016: József Bayer
- 2016 – ?: Péter Szatmári
- ? – ?: János Perényi
- ? – Krisztina Schottner

### Předsedové
- 2001 – 2007: Juhász István
- 2008 – 2016: Katalin Juhászné Belatiny
- ? – : Dániel Bodnár

### Významní pedagogové
- Ferenc Bognár
- Tamás Deutsch
- Pawel Grata
- Áron Kovács
- Radovan Madleňák
- Imola Szabó